# 薛玄
薛玄，字子晦，一字若晦，学者私谥贞节先生，元朝经学家，东阳（今浙江省东阳市）人。
薛玄在元朝建立后，隐居不出仕为官。跟随許謙学儒，以教授生徒为业。著有《中庸注》，已佚。另著有《中庸质疑》。